# Memecylon cogniauxii
Memecylon cogniauxii là một loài thực vật có hoa trong họ Mua. Loài này được Gilg mô tả khoa học đầu tiên năm 1898.